# Liste der Kulturdenkmäler in Kirchheim an der Weinstraße
In der Liste der Kulturdenkmäler in Kirchheim an der Weinstraße sind alle Kulturdenkmäler der rheinland-pfälzischen Ortsgemeinde Kirchheim an der Weinstraße aufgeführt. Grundlage ist die Denkmalliste des Landes Rheinland-Pfalz (Stand: 19. Dezember 2024).

## Denkmalzonen
| Bezeichnung                    | Lage                                                                                   | Baujahr | Beschreibung | Bild |
| ------------------------------ | -------------------------------------------------------------------------------------- | ------- | --- | ---- |
| Denkmalzone Ortskern           | Hintergasse 2, Kleinkarlbacher Straße 2, Quirngasse 1 und 5, Weinstraße Nord 1–44 Lage |         | geschlossener Straßenzug mit Kirche, Pfarrhaus, Klosterhof, Rathaus, ehemaligen Schulhäusern, Kelter, barocken Torhausbauten und Schulhaus aus dem frühen 20. Jahrhundert | BW   |
| Denkmalzone Jüdischer Friedhof | südlich des Ortes an der B 271 Lage                                                    | 1887    | 1887 bis 1962 belegt, acht Grabsteine 1907–18 | BW   |

## Einzeldenkmäler
| Bezeichnung                                | Lage                                          | Baujahr                             | Beschreibung | Bild                           |
| ------------------------------------------ | --------------------------------------------- | ----------------------------------- | --- | ------------------------------ |
| Spolie                                     | Am Mühlbach, an Nr. 1 Lage                    | 1743                                | Ofenstein, bezeichnet 1743 | BW                             |
| Bahnhof                                    | Bahnhofstraße 1 Lage                          | 1873                                | ehemaliger Bahnhof, spätklassizistischer Typenbau, 1873 | weitere Bilder Fotos hochladen |
| Villa                                      | Bissersheimer Straße 2 Lage                   | 1895                                | eineinhalbgeschossige Villa, klassizistische Motive, 1895; straßenbildprägend | BW                             |
| Villa                                      | Bissersheimer Straße 20 Lage                  | 1904                                | stattliche zweieinhalbgeschossige späthistoristische Villa, 1904; ortsbildprägend | BW                             |
| Hoftor                                     | Hintergasse, zu Nr. 4 Lage                    | 1783                                | Hoftor, bezeichnet 1783 | BW                             |
| Spolie                                     | Hintergasse, an Nr. 6 Lage                    | 1749                                | Ofenstein, bezeichnet 1749 | BW                             |
| Synagoge                                   | Hintergasse 29 Lage                           | 1883–90                             | ehemalige Synagoge mit jüdischem Schulhaus; romanisierender Walmdachbau, 1883–90, Schulerweiterung 1891 | weitere Bilder Fotos hochladen |
| Friedhofshalle und Grabmäler               | Kleinkarlbacher Straße, auf dem Friedhof Lage | ab 1835                             | Friedhof 1835 angelegt, 1885 und 1975/76 erweitert; - Friedhofshalle 1962; - Grabmäler: M. Fey († 1834), Postament mit Urne; Pfarrer K. A. Neundorf († 1879), klassizistisch; Familie Diffiné, monumentale Anlage, 1909; Familie G. Koch (ab 1907), historistisches Ädikulagrabmal; Familie Böller (ab 1909), monumentale Anlage, 1909 | BW                             |
| Schulhaus                                  | Kleinkarlbacher Straße 2 Lage                 | 1903/04                             | stattlicher späthistoristischer Putzbau auf asymmetrischem Grundriss, 1903/04, Architekt Albert Friedrich Speer, Mannheim | Fotos hochladen                |
| Kriegerdenkmal                             | Kleinkarlbacher Straße, vor Nr. 2 Lage        | 1914                                | im Vorgarten des Schulhauses: Kriegerdenkmal 1866 und 1870/71, Muschelkalksitzbank und reliefierter Gussteinpfeiler, 1914 | Fotos hochladen                |
| Katholische Kirche St. Johannes der Täufer | Triftweg 1 Lage                               | 1928/29                             | höhengestaffelter Bruchsteinbau mit gotisierenden Öffnungen, 1928/29, Architekt H. Butz, Frankenthal | weitere Bilder Fotos hochladen |
| Kelterhaus                                 | Weinstraße Nord ohne Nummer Lage              | um 1800                             | ehemaliges Kelterhaus; eingeschossiger Krüppelwalmdachbau, um 1800, Keller eventuell älter | BW                             |
| Friedrich-Diffiné-Haus                     | Weinstraße Nord 1 Lage                        | 1732                                | ortsbildprägende Hofanlage; barocker Mansardwalmdachbau, bezeichnet 1737 und 1732, klassizistischer Wirtschaftsbau bezeichnet 1844; | Fotos hochladen                |
| Wormsischer Klosterhof                     | Weinstraße Nord 3 Lage                        | 1617                                | Dreiseithof, Renaissance-Treppenturm und Hoftor; veränderter Krüppelwalmdachbau, ehemals bezeichnet 1617 | BW                             |
| Protestantische Pfarrkirche                | Weinstraße Nord 6 Lage                        | erstes Viertel des 16. Jahrhunderts | spätgotischer Saalbau, erstes Viertel des 16. Jahrhunderts, mit älteren Teilen, 13. Jahrhundert, barocke Portale bezeichnet 1747; landschaftsbildprägender Turm bezeichnet 1761 mit älteren Teilen; teilweise mittelalterliche Ausstattung; Kriegerdenkmal 1914/18, reliefierter Quaderbau, 1928                                       | weitere Bilder Fotos hochladen |
| Protestantisches Pfarrhaus                 | Weinstraße Nord 8 Lage                        | spätes 18. Jahrhundert              | spätbarocker Walmdachbau, teilweise Fachwerk, spätes 18. Jahrhundert | BW                             |
| Altes Rathaus                              | Weinstraße Nord 9 Lage                        | 1574                                | Putzbau, teilweise Zierfachwerk, gotische und Renaissancemotive, bezeichnet 1574 und 1595 | BW                             |
| Schulhaus                                  | Weinstraße Nord 13 Lage                       | 1880/81                             | ehemaliges Schulhaus; repräsentativer spätklassizistischer Torhausbau, 1880/81 | BW                             |
| Hofanlage                                  | Weinstraße Nord 15 Lage                       | 18. und 19. Jahrhundert             | Winzerhof, Hofanlage, 18. und 19. Jahrhundert; Torhausbau bezeichnet 1788 | BW                             |
| Gasthof „Zum Weißen Ross“                  | Weinstraße Nord 19 Lage                       | 18. Jahrhundert                     | ehemaliger Gasthof „Zum Weißen Ross“; straßenbildprägender Winzerhof; winkelförmiger Torhausbau mit Mansarddach, 18. Jahrhundert, Rundbogentor bezeichnet 1683, Scheunenkeller bezeichnet 1769 | BW                             |
| Hofanlage                                  | Weinstraße Nord 21 Lage                       | 1736                                | Winzerhof, spätbarocke Hofanlage; Torhausbau bezeichnet 1736, Scheunenkeller bezeichnet 1620 | BW                             |
| Schildherberge „Zum Löwen“                 | Weinstraße Nord 23 Lage                       | 1729                                | ehemalige Schildherberge „Zum Löwen“; spätbarocker Winzerhof; Torhausbau bezeichnet 1729, Scheune bezeichnet 1879, am ehemaligen Stall barocke Spolie | BW                             |
| Leininger Hof                              | Weinstraße Nord 24 Lage                       | 1756                                | Winzerhof, großflächige Hofanlage; zwei barocke Torhausbauten, der kleinere mit Mansarddach bezeichnet 1756, der jüngere bezeichnet 1787, Wirtschaftsbauten 1898 mit älteren Teilen, in einem ehemaligen Grenzstein und ehemaligen Türsturz bezeichnet 1598                                                                            | BW                             |
| Wohnhaus                                   | Weinstraße Nord 25 Lage                       | spätes 18. Jahrhundert              | barocker Torhausbau mit Mansarddach, wohl aus dem späten 18. Jahrhundert | BW                             |
| Schildherberge „Zum Hirsch“                | Weinstraße Nord 26 Lage                       | 18. und 19. Jahrhundert             | ehemalige Schildherberge „Zum Hirsch“; Winzerhof, 18. und 19. Jahrhundert; Torhausbau, teilweise Fachwerk, bezeichnet 1791 und 1790, zweischiffiger Gewölbestall über Säulen, 1860 | BW                             |
| Portal                                     | Weinstraße Nord, an Nr. 29 Lage               | 1787                                | Portal, barock, Schlussstein mit hebräischen Initialen, bezeichnet 1787 | BW                             |
| Torfahrt                                   | Weinstraße Nord, an Nr. 32 Lage               | 1753                                | Torfahrt, spätbarock, bezeichnet 1753 | BW                             |
| Spolie                                     | Weinstraße Nord, an Nr. 37 Lage               | 1712                                | Ofenstein, bezeichnet 1712 | BW                             |
| Hofanlage                                  | Weinstraße Nord 39 Lage                       | 1747                                | Winzerhof, großzügige Hofanlage; barocker Torhausbau mit Mansarddach, bezeichnet 1747, Scheune bezeichnet 1757 | BW                             |
| Hoftor                                     | Weinstraße Nord, an Nr. 41 Lage               | 1743                                | Hoftor, bezeichnet 1743 | BW                             |
| Kellerpforte                               | Weinstraße Nord, an Nr. 55 Lage               | 1564                                | Kellerzugang, bezeichnet 1564; im Keller gründerzeitliches Kappengewölbe | BW                             |

## Ehemalige Kulturdenkmäler
| Bezeichnung    | Lage                    | Baujahr | Beschreibung | Bild |
| -------------- | ----------------------- | ------- | --- | ---- |
| Kochsche Mühle | Weinstraße Nord 59 Lage | 1748    | Vierseithof, 1748; Winkelbau, frühes 19. Jahrhundert, mit älteren Teilen (frühes 17. Jahrhundert und spätbarock), Scheunenkeller bezeichnet 1774, Scheunenerweiterung bezeichnet 1856; aus Denkmalliste gelöscht und abgebrochen | BW   |